# KFCO Beerschot Wilrijk in het seizoen 2016/17
Dit artikel geeft een overzicht van KFCO Beerschot Wilrijk in het seizoen 2016/17.

## Spelerskern
| Nr.           | Naam               | Nationaliteit | Competitie  | Competitie | Beker       | Beker      | Totaal      | Totaal     |
| ------------- | ------------------ | ------------- | ----------- | ---------- | ----------- | ---------- | ----------- | ---------- |
|               |                    |               | Wedstrijden | Doelpunten | Wedstrijden | Doelpunten | Wedstrijden | Doelpunten |
| Doelmannen    |                    |               |             |            |             |            |             |            |
| 1             | Michael Clepkens   | België        | 20          | 0          | 3           | 0          | 23          | 0          |
| 25            | Quintijn Steelant  | België        | 1           | 0          | 0           | 0          | 1           | 0          |
| 30            | Jordi Nolle        | België        | 0           | 0          | 0           | 0          | 0           | 0          |
| Verdedigers   |                    |               |             |            |             |            |             |            |
| 2             | Jan Van Den Bergh  | België        | 20          | 3          | 3           | 0          | 23          | 3          |
| 3             | Denis Prychynenko  | Duitsland     | 8           | 0          | 0           | 0          | 8           | 0          |
| 4             | Arjan Swinkels     | Nederland     | 15          | 0          | 3           | 0          | 18          | 0          |
| 6             | Dylan Ragolle      | België        | 4           | 0          | 0           | 0          | 4           | 0          |
| 22            | Marlon Pereira     | Nederland     | 9           | 1          | 3           | 0          | 12          | 1          |
| 26            | Kenny Thompson     | België        | 8           | 0          | 1           | 0          | 9           | 0          |
| 28            | Jimmy De Jonghe    | België        | 20          | 2          | 3           | 0          | 23          | 2          |
| 31            | Yan De Maeyer      | België        | 0           | 0          | 0           | 0          | 0           | 0          |
| Middenvelders |                    |               |             |            |             |            |             |            |
| 5             | Davy De Beule      | België        | 2           | 0          | 0           | 0          | 2           | 0          |
| 8             | Kevin Geudens      | België        | 16          | 2          | 3           | 0          | 19          | 2          |
| 10            | Alexander Maes     | België        | 20          | 4          | 3           | 0          | 23          | 4          |
| 16            | Tom Pietermaat     | België        | 18          | 0          | 3           | 0          | 21          | 0          |
| 17            | Hernán Losada      | Argentinië    | 19          | 8          | 3           | 4          | 22          | 12         |
| 19            | Mohamed Messoudi   | België        | 8           | 2          | 3           | 1          | 11          | 3          |
| 21            | Guillaume François | België        | 12          | 1          | 0           | 0          | 12          | 1          |
| 32            | Jaric Schaessens   | België        | 20          | 1          | 2           | 0          | 22          | 1          |
| Aanvallers    |                    |               |             |            |             |            |             |            |
| 7             | Youssef Boulaouali | Spanje        | 11          | 4          | 3           | 0          | 14          | 4          |
| 9             | Simon Vermeiren    | België        | 18          | 5          | 0*          | 0*         | 18          | 5          |
| 11            | Fessou Placca      | Togo          | 6           | 5          | 3           | 1          | 9           | 6          |
| 12            | Vlad Rusu          | Roemenië      | 14          | 5          | 0           | 0          | 14          | 5          |
| 13            | Bjorn Ruytinx      | België        | 3           | 0          | 1           | 0          | 4           | 0          |

- = Aanvoerder
- Simon Vermeiren speelde reeds in het bekertornooi voor zijn vorige club en mag bijgevolg niet aantreden in bekerwedstrijden voor KFCO BW.

## Technische staf
| Naam             | Nationaliteit | Functie               |
| ---------------- | ------------- | --------------------- |
| Eric Roef        | België        | Voorzitter            |
| Marc Steenackers | België        | Algemeen directeur    |
| Frank Staes      | België        | Sportief manager      |
| Danny Geerts     | België        | Persverantwoordelijke |
| Marc Brys        | België        | Hoofdtrainer          |
| Marc Noë         | België        | Assistent-trainer     |
| Issame Charai    | België        | Assistent-trainer     |
| Bram Verbist     | België        | Keeperstrainer        |
| Frank Magerman   | België        | Beloftentrainer       |
| Seba Rodriguez   | België        | Materiaalman          |
| Joske Vanhout    | België        | Ere-materiaalman      |
| Nick Jansen      | België        | Dokter                |

## Transfers

### Zomer
Inkomend
| Speler             | Vorige club                           |
| ------------------ | ------------------------------------- |
| Alexander Maes     | Cappellen FC                          |
| Youssef Boulaouali | KSK Heist                             |
| Mohamed Messoudi   | Raja Casablanca                       |
| Quintijn Steelant  | Club Brugge                           |
| Michael Clepkens   | F91 Dudelange                         |
| Jan Van Den Bergh  | KSK Heist                             |
| Jimmy De Jonghe    | Club Brugge/werd reeds 1 jaar geleend |
| Arjan Swinkels     | Roda JC Kerkrade                      |
| Yan De Maeyer      | KV Mechelen                           |
| Marlon Pereira     | SC Cambuur                            |
| Denis Prychynenko  | 1. FC Union Berlin                    |
| Dylan Ragolle      | KSV Roeselare                         |
| Fessou Placca      | KFC Oosterzonen Oosterwijk            |
| Simon Vermeiren    | KFC Oosterzonen Oosterwijk            |
| Guillaume François | Sporting Charleroi                    |
| Vlad Rusu          | FC Viitorul Constanța                 |

Uitgaand
| Speler                | Nieuwe club                          |
| --------------------- | ------------------------------------ |
| Jef Snyders           | Rupel Boom FC                        |
| Franck Nkela          | /                                    |
| Dyron Daal            | Racing White Daring Molenbeek (5479) |
| Ben Santermans        | FC Den Bosch                         |
| Vincenzo Verhoeven    | KFC Lille                            |
| Dries Ventôse         | KSK Heist                            |
| Hannes Meeus          | FCV Dender EH                        |
| Mike Smet             | KFC Dessel Sport                     |
| Anthony Portier       | SK Spermalie-Middelkerke             |
| Rachid Hmouda         | /                                    |
| Ratko Vansimpsen      | KFC Dessel Sport                     |
| Antonio Muñoz Herrera | Rupel Boom FC                        |
| Wesley Snoeys         | Londerzeel SK                        |
| Jimmy Fockaert        | Hoogstraten VV                       |
| Dominique Ernst       | (Rupel Boom FC                       |
| Nick Van Kort         | FC Mariekerke                        |
| Jelte Schrauwen       | SC City Pirates Antwerpen            |
| Jonas Laureys         | Rupel Boom FC                        |
| Matthias Nys          | K. Lyra TSV                          |
| Youri Sprengers       | /                                    |

### Winter
Inkomend
| Speler | Vorige club |
| ------ | ----------- |

Uitgaand
| Speler | Nieuwe club |
| ------ | ----------- |

## Eerste klasse amateurs
| Wedstrijddetails                                                 | Thuisploeg                                                         | Uitslag         | Uitploeg                              | Opstelling | Kaarten                 |  |
| ---------------------------------------------------------------- | ------------------------------------------------------------------ | --------------- | ------------------------------------- | --- | ----------------------- |  |
| Heenronde                                                        |                                                                    |                 |                                       | |                         |  |
| 3 september 2016 20:00 Stade du Tultay Sprimont                  | Sprimont Comblain Sport                                            | 0-2             | KFCO Beerschot Wilrijk                | Clepkens Thompson, Prychynenko, van den Bergh, De Jonghe Pietermaat, De Beule (56' François), Messoudi, Schaessens, Boulaouali (90' Maes) Vermeiren          | De Beule Messoudi       |  |
| 3 september 2016 20:00 Stade du Tultay Sprimont                  |                                                                    | 0-1 0-2         | 43' Boulaouali 67' François           | Clepkens Thompson, Prychynenko, van den Bergh, De Jonghe Pietermaat, De Beule (56' François), Messoudi, Schaessens, Boulaouali (90' Maes) Vermeiren          | De Beule Messoudi       |  |
| 10 september 2016 20:00 Olympisch Stadion Antwerpen              | KFCO Beerschot Wilrijk                                             | 2-1             | Patro Eisden Maasmechelen             | Clepkens Thompson, Swinkels, van den Bergh, De Jonghe Pietermaat, Messoudi (28' François, 46' Maes), Schaessens (22' Steelant), Losada, Boulaouali Vermeiren | Boulaouali Clepkens     |  |
| 10 september 2016 20:00 Olympisch Stadion Antwerpen              | 31' Otte (own) 84' Losada                                          | 0-1 1-1 2-1     | 22' Wala Zock (pen.)                  | Clepkens Thompson, Swinkels, van den Bergh, De Jonghe Pietermaat, Messoudi (28' François, 46' Maes), Schaessens (22' Steelant), Losada, Boulaouali Vermeiren | Boulaouali Clepkens     |  |
| 17 september 2016 20:00 Olympisch Stadion Antwerpen              | KFCO Beerschot Wilrijk                                             | 1-1             | KFC Vigor Wuitens Hamme               | Clepkens Thompson, Swinkels, van den Bergh, De Jonghe Pietermaat, Schaessens, Losada, Maes (81' Ruytinx), Boulaouali Vermeiren                               |                         |  |
| 17 september 2016 20:00 Olympisch Stadion Antwerpen              | 32' Vermeiren                                                      | 0-1 1-1         | 14' Romero Gomez                      | Clepkens Thompson, Swinkels, van den Bergh, De Jonghe Pietermaat, Schaessens, Losada, Maes (81' Ruytinx), Boulaouali Vermeiren                               |                         |  |
| 24 september 2016 19:00 Stade Yvan Georges Virton                | Excelsior Virton                                                   | 0-3             | KFCO Beerschot Wilrijk                | Clepkens Pereira, Swinkels, van den Bergh, De Jonghe Pietermaat, Schaessens (90' De Beule), Maes (66' Geudens), Boulaouali, Losada Vermeiren                 | Boulaouali Maes         |  |
| 24 september 2016 19:00 Stade Yvan Georges Virton                |                                                                    | 0-1 0-2 0-3     | 15' Maes 63' Losada 87' De Jonghe     | Clepkens Pereira, Swinkels, van den Bergh, De Jonghe Pietermaat, Schaessens (90' De Beule), Maes (66' Geudens), Boulaouali, Losada Vermeiren                 | Boulaouali Maes         |  |
| 1 oktober 2016 20:00 Gemeentelijk Sportcentrum Heist-op-den-Berg | KSK Heist                                                          | 0-1             | KFCO Beerschot Wilrijk                | Clepkens Pereira, Swinkels, van den Bergh, De Jonghe Pietermaat, Schaessens, Maes (64' Rusu), Losada (90' Geudens), Boulaouali (74' François) Vermeiren      | Vermeiren van den Bergh |  |
| 1 oktober 2016 20:00 Gemeentelijk Sportcentrum Heist-op-den-Berg |                                                                    | 0-1             | 77' Vermeiren                         | Clepkens Pereira, Swinkels, van den Bergh, De Jonghe Pietermaat, Schaessens, Maes (64' Rusu), Losada (90' Geudens), Boulaouali (74' François) Vermeiren      | Vermeiren van den Bergh |  |
| 8 oktober 2016 20:00 Olympisch Stadion Antwerpen                 | KFCO Beerschot Wilrijk                                             | 2-0             | AS Verbroedering Geel                 | Clepkens Pereira, Swinkels, van den Bergh, De Jonghe Pietermaat, Schaessens (77' Geudens), Losada (85' François), Maes, Boulaouali Vermeiren                 |                         |  |
| 8 oktober 2016 20:00 Olympisch Stadion Antwerpen                 | 2' Losada 68' Boulaouali                                           | 1-0 2-0         |                                       | Clepkens Pereira, Swinkels, van den Bergh, De Jonghe Pietermaat, Schaessens (77' Geudens), Losada (85' François), Maes, Boulaouali Vermeiren                 |                         |  |
| 15 oktober 2016 20:00 Van Roystadion Denderleeuw                 | FCV Dender EH                                                      | 0-2             | KFCO Beerschot Wilrijk                | Clepkens Pereira, Swinkels, van den Bergh, De Jonghe Pietermaat, Schaessens (72' Geudens), Maes (46' Messoudi), Losada Boulaouali, Vermeiren (77' Rusu)      |                         |  |
| 15 oktober 2016 20:00 Van Roystadion Denderleeuw                 |                                                                    | 0-1 0-2         | 39' Vermeiren 69' van den Bergh       | Clepkens Pereira, Swinkels, van den Bergh, De Jonghe Pietermaat, Schaessens (72' Geudens), Maes (46' Messoudi), Losada Boulaouali, Vermeiren (77' Rusu)      |                         |  |
| 22 oktober 2016 20:00 Olympisch Stadion Antwerpen                | KFCO Beerschot Wilrijk                                             | 1-3             | KFC Dessel Sport                      | Clepkens Pereira, Swinkels (77' Prychynenko), van den Bergh, De Jonghe Pietermaat, Schaessens (61' Geudens), Maes, Losada Boulaouali (61' Rusu), Vermeiren   |                         |  |
| 22 oktober 2016 20:00 Olympisch Stadion Antwerpen                | 70' Losada                                                         | 0-1 0-2 0-3 1-3 | 4' Dreesen 45' Smet 62' Jutten        | Clepkens Pereira, Swinkels (77' Prychynenko), van den Bergh, De Jonghe Pietermaat, Schaessens (61' Geudens), Maes, Losada Boulaouali (61' Rusu), Vermeiren   |                         |  |
| 29 oktober 2016 20:00 Burgemeester Van de Wielestadion Deinze    | KMSK Deinze                                                        | 0-1             | KFCO Beerschot Wilrijk                | Clepkens Pereira, Prychynenko, van den Bergh, De Jonghe Pietermaat, Geudens (81' Schaessens), Boulaouali (90+3' Ragolle), Maes, Losada Vermeiren (46' Rusu)  | Losada Prychynenko      |  |
| 29 oktober 2016 20:00 Burgemeester Van de Wielestadion Deinze    |                                                                    | 0-1             | 15' Boulaouali                        | Clepkens Pereira, Prychynenko, van den Bergh, De Jonghe Pietermaat, Geudens (81' Schaessens), Boulaouali (90+3' Ragolle), Maes, Losada Vermeiren (46' Rusu)  | Losada Prychynenko      |  |
| 5 november 2016 20:00 Olympisch Stadion Antwerpen                | KFCO Beerschot Wilrijk                                             | 2-1             | RFC Seraing                           | Clepkens Pereira, Prychynenko, van den Bergh, De Jonghe Geudens, Schaessens, Maes (67' Rusu), Boulaouali, Losada Vermeiren (46' Messoudi, 76' Ragolle)       | Schaessens Losada       |  |
| 5 november 2016 20:00 Olympisch Stadion Antwerpen                | 28' Boulaouali 53' Pereira                                         | 1-0 2-0 2-1     | 64' Sambu Mansoni                     | Clepkens Pereira, Prychynenko, van den Bergh, De Jonghe Geudens, Schaessens, Maes (67' Rusu), Boulaouali, Losada Vermeiren (46' Messoudi, 76' Ragolle)       | Schaessens Losada       |  |
| 12 november 2016 20:00 Edmond Machtensstadion Brussel            | White Star Brussel                                                 | 0-4             | KFCO Beerschot Wilrijk                | Clepkens Pereira, Prychynenko, Van den Bergh, De Jonghe Pietermaat (69’ Ragolle), Geudens (76' Schaessens), Maes, Boulaouali, Losada (83' Ruytinx) Rusu      | De Jonghe               |  |
| 12 november 2016 20:00 Edmond Machtensstadion Brussel            |                                                                    | 0-1 0-2 0-3 0-4 | 9' Geudens 36' Rusu 49' Rusu 80' Maes | Clepkens Pereira, Prychynenko, Van den Bergh, De Jonghe Pietermaat (69’ Ragolle), Geudens (76' Schaessens), Maes, Boulaouali, Losada (83' Ruytinx) Rusu      | De Jonghe               |  |
| 19 november 2016 20:00 Olympisch Stadion Antwerpen               | KFCO Beerschot Wilrijk                                             | 4-0             | KVV Coxyde                            | Clepkens Pereira, Prychynenko (25' Ragolle), Van den Bergh, De Jonghe Pietermaat, Geudens, Schaessens (71' Thompson), Maes (84' Ruytinx), Losada Rusu        |                         |  |
| 19 november 2016 20:00 Olympisch Stadion Antwerpen               | 17' Schaessens 31' Losada 33' Rusu 49' Nitinka Bondombe (own-goal) | 1-0 2-0 3-0 4-0 |                                       | Clepkens Pereira, Prychynenko (25' Ragolle), Van den Bergh, De Jonghe Pietermaat, Geudens, Schaessens (71' Thompson), Maes (84' Ruytinx), Losada Rusu        |                         |  |
| 26 november 2016 20:00 Stadion Oosterzonen Westerlo              | KFC Oosterzonen Oosterwijk                                         | 0-2             | KFCO Beerschot Wilrijk                | Clepkens François (76' Thompson), Swinkels (90' Prychynenko), Van den Bergh, De Jonghe Pietermaat, Geudens, Schaessens, Maes, Losada Rusu (70' Vermeiren)    | Pietermaat Geudens      |  |
| 26 november 2016 20:00 Stadion Oosterzonen Westerlo              |                                                                    | 0-1 0-2         | 55' Maes 57' Losada                   | Clepkens François (76' Thompson), Swinkels (90' Prychynenko), Van den Bergh, De Jonghe Pietermaat, Geudens, Schaessens, Maes, Losada Rusu (70' Vermeiren)    | Pietermaat Geudens      |  |

### Overzicht
Reguliere competitie
| Speeldag  | 1 | 2 | 3 | 4  | 5  | 6  | 7  | 8  | 9  | 10 | 11 | 12 | 13 | 14 | 15 | 16 | 17 | 18 | 19 | 20 | 21 | 22 | 23 | 24 | 25 | 26 | 27 | 28 | 29 | 30 |
| --------- | - | - | - | -- | -- | -- | -- | -- | -- | -- | -- | -- | -- | -- | -- | -- | -- | -- | -- | -- | -- | -- | -- | -- | -- | -- | -- | -- | -- | -- |
| Resultaat | w | w | g | w  | w  | w  | w  | v  | w  | w  | w  | w  | w  | w  | w  | w  | w  | w  | w  | w  | g  | w  | w  | v  | w  | w  | w  | w  | w  | w  |
| Punten    | 3 | 6 | 7 | 10 | 13 | 16 | 19 | 19 | 22 | 25 | 28 | 31 | 34 | 37 | 40 | 43 | 46 | 49 | 52 | 55 | 56 | 59 | 62 | 62 | 65 | 68 | 71 | 74 | 77 | 80 |
| Positie   | 5 | 3 | 3 | 2  | 2  | 1  | 1  | 2  | 1  | 1  | 1  | 1  | 1  | 1  | 1  | 1  | 1  | 1  | 1  | 1  | 1  | 1  | 1  | 1  | 1  | 1  | 1  | 1  | 1  | 1  |

Play-off
| Speeldag  | 1  | 2  | 3  | 4  | 5  | 6  |
| --------- | -- | -- | -- | -- | -- | -- |
| Resultaat | w  | w  | w  | w  | v  | g  |
| Punten    | 43 | 46 | 49 | 52 | 52 | 53 |
| Positie   | 1  | 1  | 1  | 1  | 1  | 1  |

### Eindstand
| Pl. | Club                         | Gesp. | W  | V  | G | GV | GT | Ptn. | Kwalificatie of degradatie |
| --- | ---------------------------- | ----- | -- | -- | - | -- | -- | ---- | -------------------------- |
| 1   | KFCO Beerschot Wilrijk       | 30    | 26 | 2  | 2 | 63 | 16 | 80   | Play-off                   |
| 2   | KFC Dessel Sport             | 30    | 20 | 4  | 6 | 68 | 28 | 66   | Play-off                   |
| 3   | Excelsior Virton             | 30    | 19 | 9  | 2 | 63 | 30 | 59   | Play-off                   |
| 4   | KSK Heist                    | 30    | 16 | 11 | 3 | 61 | 42 | 51   | Play-off                   |
| 5   | FCV Dender EH                | 30    | 15 | 10 | 5 | 53 | 43 | 50   | Behoud                     |
| 6   | KMSK Deinze                  | 30    | 14 | 10 | 6 | 46 | 34 | 48   | Behoud                     |
| 7   | RFC Seraing                  | 30    | 14 | 10 | 6 | 41 | 36 | 48   | Behoud                     |
| 8   | AS Verbroedering Geel        | 30    | 13 | 12 | 5 | 53 | 44 | 44   | Behoud                     |
| 9   | KSV Oudenaarde               | 30    | 12 | 14 | 4 | 41 | 43 | 40   | Behoud                     |
| 10  | Patro Eisden Maasmechelen    | 30    | 11 | 14 | 4 | 41 | 43 | 40   | Behoud                     |
| 11  | KFC Vigor Wuitens Hamme      | 30    | 9  | 13 | 8 | 52 | 59 | 35   | Behoud                     |
| 12  | KFC Oosterzonen Oosterwijk   | 30    | 8  | 15 | 7 | 32 | 44 | 31   | Behoud                     |
| 13  | Koninklijke Sporting Hasselt | 30    | 6  | 16 | 8 | 29 | 48 | 26   | Behoud                     |
| 14  | KVV Coxyde                   | 30    | 6  | 20 | 4 | 27 | 81 | 22   | Degradatie                 |
| 15  | White Star Brussel           | 30    | 4  | 18 | 8 | 23 | 66 | 20   | Degradatie                 |
| 16  | Sprimont Comblain Sport      | 30    | 4  | 19 | 7 | 30 | 61 | 19   | Degradatie                 |

## Manneke van't seizoen
De jaarlijkse trofee die uitgereikt wordt aan de beste speler van het seizoen. Deze worden verkozen door de supporters.
1. Arjan Swinkels 1.269 punten
2. Hernan Losada 1.122 punten
3. Tom Pietermaat 930 punten